# Carnegie Steel
Carnegie Steel Company var ett stålföretag grundat av Andrew Carnegie 1892. Företaget såldes till US Steel 1901.